# Association pour la formation des motards
Pour les articles homonymes, voir AFDM.
L’Association pour la Formation Des Motards (AFDM) est une association loi de 1901 issue de la Fédération française des motards en colère (FFMC). Il s'agit d'une structure de prévention et de formation à la conduite deux-roues de la FFMC ; elle est aussi intervenante auprès de l’Assurance mutuelle des motards (AMDM) pour tout ce qui concerne la sécurité des deux-roues motorisés.
Pour la partie associative, elle s'appuie sur des antennes AFDM à portée régionale (AFDM Ile de France, AFDM 34 - Montpellier, AFDM 37 - Tours, AFDM 33 - Bordeaux, AFDM 54 - Nancy, AFDM 21 - Dijon, AFDM 59 - Lille), qui organisent des stages de perfectionnement post-permis à la conduite moto.
Pour les formations initiales à la conduite et les stages tous publics, l'AFDM déploie un label de qualité des écoles de conduite, avec un réseau dans toute la France, en croissance. Elle organise aussi directement des interventions de prévention et de formation auprès des entreprises, collectivités et comités d'entreprise, et représente la profession auprès des pouvoirs publics français et européen, par exemple pour l'évolution des réglementations du permis de conduire moto.
L'esprit de ses formations est résumé dans son slogan : « Plus de plaisir, moins de risques ».

## Activités
L’AFDM participe à la rédaction de différents sujets traités dans Moto Magazine et collabore avec la Mutuelle des Motards pour la mise en place de mesures incitatives liées à des initiatives de prévention et de sécurité.
L'AFDM s'associe à un réseau de moto écoles qui délivrent une formation répondant à un cahier des charges déterminé, notamment un taux d'encadrement optimal, des méthodes pédagogiques adaptées aux réels enjeux de la conduite, et surtout un état d'esprit mettant la qualité d'enseignement en avant.